# Dragovilje
Dragovilje je bivše samostalno naselje s područja današnje općine Stolac, Federacija BiH, BiH. Danas se drži selom, u koje se vraća stanovništvo i obnavljaju stambene jedinice (u 2008. godini).

## Povijest
Za vrijeme socijalističke BiH ovo je naselje 1981. pripojeno naselju Stolac.